# 群馬銀行
株式会社群馬銀行（ぐんまぎんこう、英: The Gunma Bank, Ltd.）は、群馬県前橋市に本店を置く地方銀行。略称は群銀（ぐんぎん）、GB。

## 概要
群馬県前橋市に本店を置く。県外支店は、埼玉県、栃木県、東京都、長野県、大阪府に加え、明治期の生糸貿易の名残で、神奈川県横浜市にも開設されている。群馬県および前橋市・高崎市をはじめとする県内の市町村の多くから指定金融機関として指定されている。
9人制バレーボール女子部（群馬銀行グリーンウイングス）は、全国タイトル計44回（歴代最多、全日本実業団11回・国体13回・全日本総合11回・桜田記念9回）を誇る強豪と知られる。
TSUBASAアライアンス参加行のひとつである。

## 営業政策
群馬県内ではメインバンクシェア率46.28％と、2位のしののめ信用金庫の8.36％と比べて圧倒的な差をつけていることから、経営資源を県内だけでなく県外に投入して積極的な営業攻勢を行っている。重点的に営業力を強化している南関東地区には年に1店のペースで店舗を開設し、千葉県松戸市や神奈川県相模原市にも新規店舗を開設している。また、群馬県の西隣に位置する長野県には店舗が県内に1店舗と少ないものの、中小企業には「金利を安くできる」という資料を配布、住宅ローンやアパートローンでも長野県内の金融機関と競争を繰り広げるなど、県内シェアの獲得に動いている。
2019年に打ち出した今後の店舗戦略では、インターネットバンキングの広がりなどに対応して、支店・出張所を、地域の中核となる「フラッグシップ店」と「サテライト店」、個人取引向けのスマート出張所や移動店舗車に分けていくほか、ブランチインブランチによる店舗統廃合、インストアブランチを含む土日祝日営業の個人向け窓口拡充に取り組むことを表明した。

## 沿革
- 1877年（明治10年）8月22日 - 前身である第三十九国立銀行が大蔵省に設立出願[9]。
- 1878年（明治11年）
  - 9月12日 - 第三十九国立銀行開業許可免状下付[9]。
  - 11月12日 - 営業開始。前橋本町93番地が開業の地であったと推定される[注釈 1]。初代頭取は稲葉秀作（後の第4代前橋市長）[10]。
- 1898年（明治31年）9月10日 - 普通銀行に転換、株式会社三十九銀行となる[11]。
- 1918年（大正7年）11月1日 - 三十九銀行と上毛物産銀行が合併、群馬銀行（第一次）を設立[12]。
- 1919年（大正8年） - 群馬県高崎市の有志によって、上州銀行が設立。
- 1921年（大正10年）7月1日 - 群馬銀行（第一次）が上毛貯蓄銀行、前橋商業銀行を吸収合併[13]。
- 1928年（昭和3年）7月1日 - 群馬銀行（第一次）、上毛実業銀行、伊勢崎銀行が合併し株式会社群馬中央銀行設立[14]。
- 1930年（昭和5年）7月 - 群馬中央銀行が利根銀行を吸収合併[15]。
- 1931年（昭和6年）3月1日 - 群馬中央銀行が群馬銀行（第二次）に商号変更[16]。
- 1932年（昭和7年）
  - 9月14日 - 県内の中小金融機関の大同合併を目的とした県是銀行である群馬県金融株式会社が発足[17]。
  - 10月 - 群馬県金融、銀行業の認可を得て株式会社群馬大同銀行に改称。
  - 11月 - 群馬大同銀行が群馬銀行（第二次）および上州銀行を吸収合併。
- 1933年（昭和8年） - 倉賀野銀行が解散し群馬大同銀行倉賀野支店となる[18]。
- 1941年（昭和16年） - 富岡銀行、大間々銀行、松井田銀行、下仁田銀行、上毛銀行を吸収合併[19]。
- 1944年（昭和19年）12月1日 - 上毛貯蓄銀行を吸収合併[20]。群馬県における一県一行の完成[19]。
- 1945年（昭和20年）8月5日 - 前橋空襲で本店（元第三十九国立銀行本店）が焼失。竪町支店に本店を移し同月7日から営業再開[21]。
- 1946年（昭和21年） - 旧本店跡地に仮社屋を再建[22]。
- 1952年（昭和27年） - 前橋市本町に本店ビルが完成[22]。（現・前橋プラザ元気21、旧・西友前橋店→西友前橋西武店→LIVIN前橋店）
- 1955年（昭和30年） - 株式会社群馬銀行に商号変更[17][23]。
- 1969年（昭和44年） - 東京証券取引所第二部に上場（翌年、同第一部に指定替え）[17][24]。
- 1972年（昭和47年） 
  - 4月 - 前橋市元総社町に本店ビルが完成[17][25]。
  - 11月 - 総合オンラインシステム稼動[17]。
- 1978年（昭和53年）- 第二次総合オンラインシステム稼動[17]。
- 1978年（昭和53年）1月17日 - 邑楽町支店に銀行強盗。日本赤軍を名乗る男に1400万円が奪われる[26]。
- 1987年（昭和62年）- 第三次総合オンラインシステム稼動[17]。
- 2000年（平成12年） - イーネットに加盟。コンビニATMの設置を開始。
- 2004年（平成16年） - アイワイバンク銀行（現：セブン銀行）に加盟。
- 2005年（平成17年） - 金融庁から、法令順守体制を確立し、健全な業務運営を求める業務改善命令が発動される[27][28]。
- 2007年（平成19年） - てのひら静脈による生体認証ICキャッシュカードの発行を開始。
- 2008年（平成20年） 4月7日 - イーネットATM及びセブン銀行ATMでの平日日中の手数料無料化及び、キャッシュカードでの本支店間のATM振込手数料を無料化。
- 2010年（平成22年） - ローソン・エイティエム・ネットワークス（LANs/ローソンATM）に加盟[29]。
- 2013年（平成25年）
  - 2月4日　- 神奈川県内2店舗目となる相模原支店を開設。
  - 9月9日　- 東日本大震災・福島第一原子力発電所事故による群馬県内避難者支援の一環で東邦銀行とATM相互無料開放を開始[30]。
- 2014年（平成26年）
  - 4月1日 - ぐんまちゃんデザインの通帳及びICキャッシュカードの発行を開始。それに伴いダンディーベアデザインの通帳及び磁気キャッシュカードの発行を終了[31]。
  - 7月7日 - イーネットATM及びセブン銀行ATM及びローソンATMでの平日日中の手数料再有料化（ローソンATMについては有料化）及び、キャッシュカードでの本支店間のATM振込手数料を再有料化[32]。
  - 8月18日  - 県内5信用金庫（高崎信用金庫、アイオー信用金庫、利根郡信用金庫、館林信用金庫、北群馬信用金庫）とATM相互無料開放を開始[33]。
  - 10月20日 - 足利銀行および栃木銀行とATM相互提携無料開放を開始[34]。
  - 11月17日 - 地域経済活性化支援機構や県内の他の金融機関とともに「ぐんま医工連携活性化ファンド」を設立[35]。
  - 12月8日 - 荻窪支店（東京都杉並区荻窪）を開設[36]。
- 2015年（平成27年）
  - 1月26日 - 県内3信用組合（群馬県信用組合、あかぎ信用組合、ぐんまみらい信用組合）とATM相互無料開放を開始[37]。
  - 3月2日 - 常陽銀行および横浜銀行とATM相互無料開放[38]。
  - 10月5日 - 川崎支店（神奈川県川崎市幸区）および川崎ローンステーションを開設[39]。
- 2016年（平成28年）
  - 2月12日 - 完全子会社であるぐんぎん証券を設立。同年10月3日に開業[40][41]。
  - 5月16日 - 葛西支店（東京都江戸川区西葛西）および葛西ローンステーションを開設[42]。
  - 6月 - 一般職を廃止。全行員を総合職に転換[43][44]。
  - 7月14日 - スカイオーシャン・アセットマネジメントに資本参加。
  - 11月30日 - ほけんの窓口グループと業務提携[45]。
- 2017年（平成29年）
  - 7月18日 - 足立支店（東京都足立区）を開設。
- 2019年（令和元年）7月30日 - 株式会社群馬スポーツマネジメント、株式会社草津温泉フットボールクラブとの業務提携発表[46]。
- 2020年（令和2年）
  - 3月31日 - 中小企業の事業承継支援を目的としたM&Aのため、群馬県内3信用金庫（高崎信用金庫、桐生信用金庫、しののめ信用金庫）と業務提携[47]。
  - 12月11日 - TSUBASAアライアンスに参加。
- 2021年（令和3年）12月22日 - 第四北越銀行と連携協定「群馬・第四北越アライアンス」を締結[48][49]。地盤とする群馬、新潟両県の観光・物産振興や地域活性化などの分野で協力するほか、両行の顧客基盤を活用した事業承継やM&A（合併・買収）の支援、ビジネスマッチングにも取り組む。

## 情報処理システム
勘定系システムは富士通が構築した。また情報系システムは日立製作所、日本オラクルが開発にあたった。さらに顧客分析システムは、横浜銀行など地銀6行が共同で導入しているシステムに参加している。

## クレジットカード
群馬銀行は自行でジェーシービーのフランチャイジーになり、VJAに加入している。
- GBドリームプラスカード VISA JCB：ICキャッシュカード一体型クレジットカード。
- 群馬銀行iD：NTTドコモのポストペイドおサイフケータイのiDでも利用できるクレジットカード。

## 利息付与時期
普通預金は、1,000円以上の残高に対して、1,000円単位で利息を計算し、毎年2月と8月に口座に付与される。

## 関係会社

### 連結子会社
- 群馬中央興業株式会社
- ぐんぎん証券株式会社
- ぐんぎんコンサルティング株式会社（2018年10月開業）[54]
- 群馬財務（香港）有限公司
- ぐんぎんリース株式会社
- 群馬信用保証株式会社

### 持分法適用子会社
- 株式会社群銀カード
- ぐんぎんシステムサービス株式会社
- スカイオーシャン・アセットマネジメント株式会社

## ギャラリー

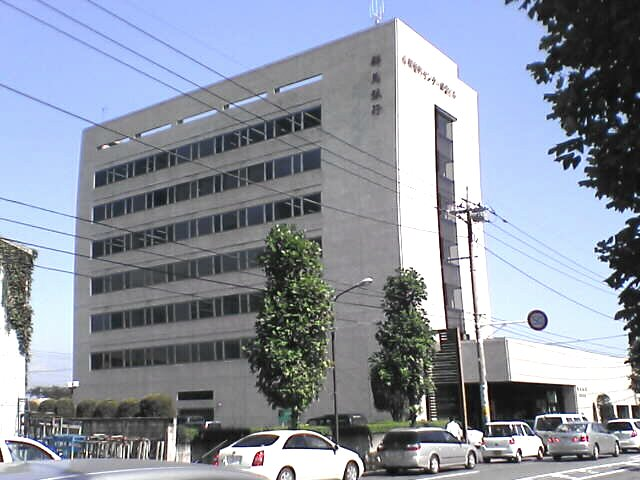
高崎支店（高崎市）
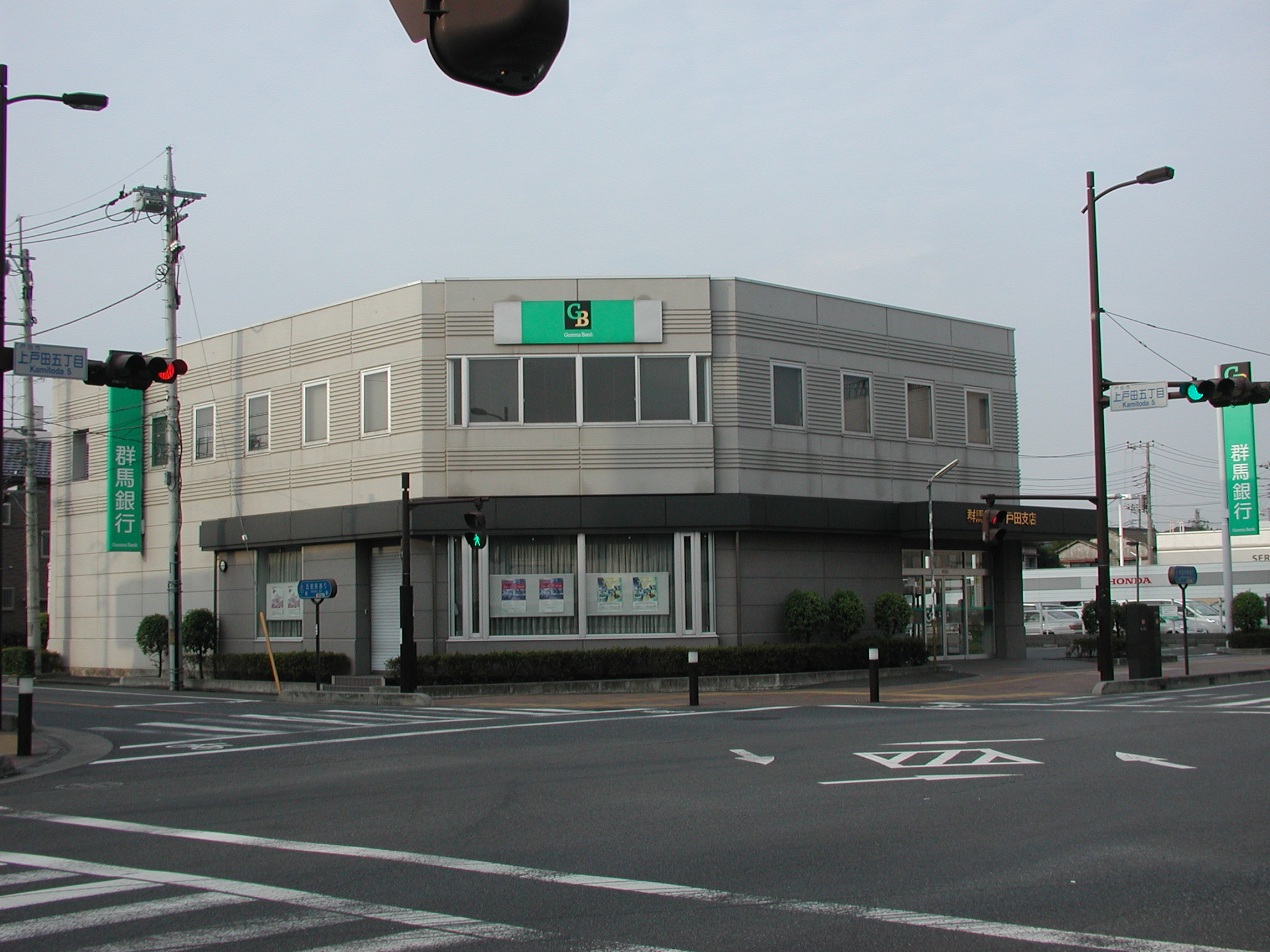
戸田支店（埼玉県戸田市）
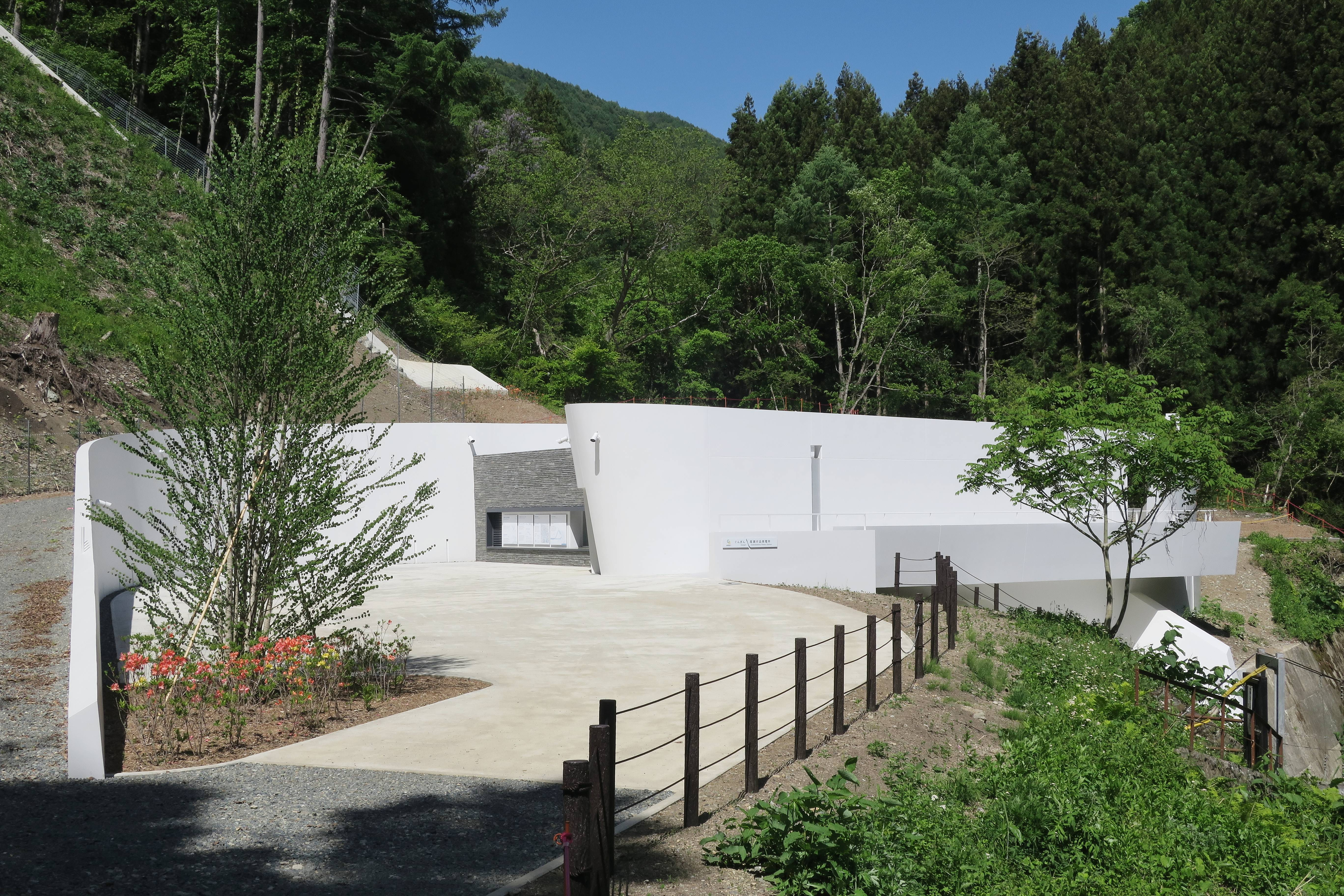
ぐんぎん尾瀬片品発電所（片品村、同行が命名権を取得した東京発電の水力発電所）

## 番組提供
- ビジネスジャーナル　群馬テレビ
- こころにぐぐッと群馬県TBSラジオ＆コミュニケーションズ-群馬県、群馬銀行を含む県内企業